# Hà Minh Thám
Hà Minh Thám sinh năm 1955, là một sĩ quan cấp cao trong Quân đội nhân dân Việt Nam, hàm Trung tướng, nguyên Chính ủy Quân đoàn 3; Chính ủy Tổng cục Kỹ thuật. Bí thư Đảng ủy Tổng cục Kỹ thuật (2011-2015)

## Thân thế và binh nghiệp
- Quê quán: Xã Vĩnh Hòa, huyện Ninh Thanh, tỉnh Hải Dương.
- Từ 1972 - 1975: ông nhập ngũ. Sau đó ông vào Liên khu 5 tham gia nhiều trận chiến đấu của tỉnh đội Bình Định.
- Từ 1975 - 1977: Ông tham gia nhiều trận chiến đấu, lần lượt giữ các chức vụ từ Trung đội phó, Trung đội trưởng Thuộc Đại đội 5, Tiểu đoàn 2, Trung đoàn 95, Sư đoàn 307, Quân khu 5.
- Năm 1978: được bổ nhiệm làm Đại đội phó Đại đội 5, Tiểu đoàn 2, Trung đoàn 95, Sư đoàn 307, Quân khu 5.
- Năm 1980: được bổ nhiệm làm Đại đội trưởng Đại đội 5, Tiểu đoàn 2, Trung đoàn 95, Sư đoàn 307, Quân khu 5. Tham gia Giải phóng Cam-Pu-Chia, lật đổ chế độ Pôn-Pốt.
- Năm 1982: được bổ nhiệm làm Phó Tiểu đoàn trưởng (Chính trị) Tiểu đoàn 2, Trung đoàn 95, Sư đoàn 307.[2]
- Năm 1983: được bổ nhiệm làm Phó Trung đoàn trưởng (Chính trị) Trung đoàn 95, Sư đoàn 307.[3] Lúc đó ông mang quân hàm Thiếu tá.
- Năm 1986: được bổ nhiệm làm Trung đoàn trưởng Trung đoàn 95, Sư đoàn 307.
- Năm 1988: thăng quân hàm Trung tá. Tham gia ngăn chặn quân phản kích tại Cam-Pu-Chia.
- Năm 1989, được Chủ tịch nước tặng Danh hiệu Anh hùng Lực lượng Vũ trang nhân dân.
- Năm 1991, được bổ nhiệm làm Sư đoàn phó (chính trị) Sư đoàn 307, Quân khu 5. Thăng quân hàm Thượng tá.
- Năm 1995, Thăng quân hàm Đại tá.
- Năm 2007, được bổ nhiệm làm Chính ủy Quân đoàn 3.
- Ngày 27 tháng 12 năm 2007, Thủ tướng Chính phủ ký Quyết định thăng quân hàm Thiếu tướng.[4]
- Năm 2011, được bổ nhiệm làm Chính ủy Tổng cục Kỹ thuật. và thăng quân hàm lên Trung tướng.
- Tháng 6 năm 2015, ông nghỉ chờ hưu.

## Lịch sử thụ phong quân hàm
| Quân hàm | Tập tin:Vietnam People's Army Major.jpg | Tập tin:Vietnam People's Army Lieutenant Colonel.jpg | Tập tin:Vietnam People's Army Colonel.jpg | Tập tin:Vietnam People's Army Senior Colonel.jpg | Tập tin:Vietnam People's Army Major General.jpg | Tập tin:Vietnam People's Army Lieutenant General.jpg |  |  |  |  |  |
| Cấp bậc  | Thiếu tá                                | Trung tá                                             | Thượng tá                                 | Đại tá                                           | Thiếu tướng                                     | Trung tướng                                          |  |  |  |  |  |
|          |                                         |                                                      |                                           |                                                  |                                                 |                                                      |  |  |  |  |  |